# Рутенийскандий
Рутенийскандий — бинарное неорганическое соединение
скандия и рутения
с формулой ScRu,
кристаллы.

## Получение
- Сплавление стехиометрических количеств чистых веществ:

{\displaystyle {\mathsf {Sc+Ru\ {\xrightarrow {2200^{o}C}}\ ScRu}}}

## Физические свойства
Рутенийскандий образует кристаллы
кубической сингонии, пространственная группа P m3m, параметры ячейки a = 0,3203 нм, Z = 1,
структура типа хлорида цезия CsCl
.
Соединение конгруэнтно плавится при температуре ≈2200°C 
(1760°C ).